# Hittisau
Hittisau est une commune autrichienne du district de Brégence dans le Vorarlberg.

## Culture

### L’église des rois mages
Dès l’an 1510, les chroniques attestent l’existence d’une église paroissiale à Hittisau, puis d’une paroisse autonome en 1580. Après avoir agrandi deux fois l’ancienne église devenue trop étroite, les habitants d’Hittisau construisirent selon les plans du bâtisseur local Johann Peter Bilgeri (1802-1849) l’église paroissiale actuelle, entre 1843 et 1845. Les joyaux de la nef de style classique sont d’une part l’orgue d’origine (1868) du maître facteur d’orgues Alois Schönach (1811-1899) et d’autre part la grande peinture de plafond du maître munichois Waldemar Kolmsperger, qui représente le jugement dernier dans lequel Winston Churchill a aussi trouvé sa place en enfer.
Au contraire des églises locales, dont le clocher et l’autel sont habituellement orientés vers l’est, l’église de Hittisau a une orientation nord-sud, comme le terrain. Le maitre d’œuvre était Johann Konrad Bechter (maire d’Hittisau et éleveur important du Bregenzerwald), qui fit ériger en 1838 la nouvelle ‘couronne’, afin de favoriser l’établissement d’un tribunal à Hittisau.
Les vitraux colorés de l’église en style nazaréen proviennent du milieu du XXe siècle, les sculptures d’apôtres sont l’œuvre de Franz Schmalzl de Gröden. Le chemin de croix, conçu par Christian Moosbrugger en 1950 est original : il l’a sculpté en négatif dans du bois clair.

### Matériaux
A Hittisau, le bois local est mis en valeur sous diverses formes et fait partie du quotidien du village : il est l’élément principal dans l’architecture, dans les scieries, les anciens ponts en bois (le pont Gschwendtobel, situé entre Lingenau et le quartier Großdorf à Egg, est remarquable:  c’est un pont couvert en bois, que l’on doit à Alois Negrelli, un des concepteurs du plan du canal de Suez), la centrale de chauffage à la biomasse, certaines entreprises artisanales telles que le tonnelier.

### Musée
Hittisau abrite aussi le premier et le seul musée des femmes d’Autriche.  Il s’est donné comme mission de rendre visible la création culturelle des femmes.

### Randonnée
Le chemin de randonnée passe par la gorge Engenloch, dans laquelle on peut voir derrière un pont suspendu le fonctionnement d’une ancienne scierie. De nombreux panneaux informent sur la gestion de l’eau.